# Theridion soaresi
Theridion soaresi är en spindelart som beskrevs av Claude Lévi 1963. Theridion soaresi ingår i släktet Theridion och familjen klotspindlar. Inga underarter finns listade i Catalogue of Life.